# The Black Mages II: The Skies Above
The Black Mages II: The Skies Above è il secondo album dei The Black Mages, pubblicato il 22 dicembre 2004.

## Il disco
È il primo album della band con la formazione a sei, nonché il primo ad includere registrazioni di una vera batteria, mentre nell'album precedente era realizzata tramite programmazioni.
L'album include una gamma maggiore di composizioni rispetto al precedente, che includeva esclusivamente temi di battaglia, e si divide tra più generi, dall'hard rock al neoprogressive e al symphonic metal, ampliando anche il numero di strumenti utilizzati, con l'introduzione di chitarre acustiche ed una presenza maggiore di organo e pianoforte. Inoltre questo disco contiene due brani cantati: Otherworld, cantata dall'Idol Kazco Hamano (accreditata come "KAZCO"), corista dei Do As Infinity, e The Skies Above, cantata dal tenore Tomoaki Watanabe (accreditato come "mr. goo"). Entrambi i brani sono composizioni provenienti da Final Fantasy X, The Skies Above è infatti una versione hard rock di To Zanarkand, con un nuovo testo scritto da Alexander O. Smith, responsabile della localizzazione del gioco in America; lo stesso Smith partecipò alle registrazioni, dietro insistenza dell'amico Michio Okamiya, recitando il verso parlato in Maybe I'm a Lion. Il brano di chiusura, Blue Blast - Winning the Rainbow, è una composizione originale di Nobuo Uematsu realizzata per il wrestler Takehiro Murahama.

## Accoglienza
Benché i nuovi arrangiamenti siano stati accolti positivamente, ci sono state delle critiche per quanto riguarda i due brani cantati, e le voci scelte per interpretarli, giudicate inadeguate.

## Tracce
Arrangiamenti di Tsuyoshi Sekito (tracce 1, 3-4, 6, 9), Kenichiro Fukui (tracce 2, 7, 10-11) e Michio Okamiya (tracce 5, 8).
Musiche di Nobuo Uematsu.
1. The Rocking Grounds (Final Fantasy III) – 3:56
2. Zeromus (Final Fantasy IV) – 3:52
3. Vamo' alla Flamenco (Final Fantasy IX) – 4:25
4. Hunter's Chance (Final Fantasy IX) – 4:45
5. Otherworld (feat. KAZCO) (Final Fantasy X) – 3:15 (testo: Alexander O. Smith)
6. Matoya's Cave (Final Fantasy I) – 4:44
7. The Man with the Machine Gun (Final Fantasy VIII) – 4:17
8. Maybe I'm a Lion (Final Fantasy VIII) – 5:35
9. Battle with the Four Fiends (Final Fantasy IV) – 3:59
10. The Skies Above (feat. mr. goo) (Final Fantasy X) – 7:19 (testo: Alexander O. Smith)
11. Blue Blast - Winning the Rainbow – 4:49

## Formazione
- Nobuo Uematsu – organo, tastiere, sintetizzatore (tracce 6, 10)
- Kenichiro Fukui – tastiere, sintetizzatori, pianoforte (tracce 4, 10)
- Tsuyoshi Sekito – chitarra elettrica, chitarra acustica (tracce 3, 6)
- Michio Okamiya – chitarra elettrica
- Keiji Kawamori – basso
- Arata Hanyuda – batteria, percussioni, gong (traccia 8)

Ospiti
- KAZCO – voce (traccia 5)
- mr. goo – voce (traccia 10)
- Alexander O. Smith – parlato (traccia 8)